# Đạo nghị định thứ 8
Đạo Nghị Định thứ 8 là một trong Bát Đạo Nghị Định của Hội Thánh Đại Đạo Tam Kỳ Phổ Độ Tòa Thánh Tây Ninh. Đây là đạo nghị định cuối cùng và là đạo nghị định quan trọng về việc không thừa nhận tính chính thống của các tổ chức và Hội Thánh Cao Đài không tùng quyền Tòa Thánh Tây Ninh và về điều kiện tiếp nhận các tôn giáo khác vào đạo Cao Đài.

### Thời điểm ban hành
Đạo Nghị Định thứ 8 ra đời vào ngày Rằm tháng 7 năm Giáp Tuất (tức 25 tháng 8 năm 1934). Đạo nghị định này do Hộ pháp Phạm Công Tắc và Giáo Tông Lý Thái Bạch đồng ký ban hành.

## Nội dung
ĐẠO NGHỊ ĐỊNH THỨ TÁM
Chiếu y Pháp Chánh Truyền Cửu Trùng Đài và Hiệp Thiên Đài.
Chiếu y các Thánh Giáo của Chí Tôn.
Nghĩ vì Đạo duy có một.
NGHỊ ĐỊNH
Điều thứ nhứt: - Những Chi Phái nào do bởi Đại Đạo Tam Kỳ Phổ Độ làm gốc lập thành mà không do nơi mạng lịnh Hội Thánh, thì cả chúng sanh chẳng đặng nhìn nhận là của Chí Tôn và phải định quyết là Bàng Môn Tả Đạo.
Điều thứ hai: - Các Tôn giáo xin nhập môn vào mối Chơn truyền phải có đủ Quyền Vạn Linh và Quyền Chí Tôn công nhận.
Làm tại Tòa Thánh Tây Ninh,
Ngày Rằm tháng 7 năm Giáp Tuất.
Ký tên:
Hộ pháp___________________________________Giáo Tông
Phạm Công Tắc________________________________Lý Thái Bạch

## Việc xin hủy bỏ Đạo Nghị Định thứ 8
Ông Bảo Đạo Hồ Tấn Khoa, lãnh đạo Cao Đài Tòa Thánh Tây Ninh từ năm 1976 - 1987, là người rất tích cực dâng sớ vận động hủy bỏ Đạo Nghị Định thứ 8, vì ông có đại nguyện thống nhứt các Chi phái của đạo Cao Đài.
Ông có hai lần dâng sớ cầu xin hủy bỏ, nhưng không được các Đấng Thiêng Liêng chấp thuận.
■ Lần thứ nhứt: Năm 1953, khi Bảo Đạo Ca Minh Chương giáng cơ báo tin sẽ nhượng quyền Bảo Đạo tại thế cho ông, thì ông liền dâng bức Khải lên Ca Bảo Đạo yêu cầu hiệp với Thượng Phẩm Cao Quỳnh Cư cầu xin Lý Giáo Tông hủy bỏ Đạo Nghị Định thứ 8.
Thượng Phẩm Cao Quỳnh Cư và Bảo Đạo Ca Minh Chương giáng cơ trách cứ ông Khoa và cho biết đặt điều kiện như vậy là phạm Thiên điều. Điều tốt nhứt cho ông Khoa là vâng lịnh Đức Chí Tôn và Ngọc Hư Cung.
■ Lần thứ nhì: Năm 1978, khi ông Hồ Tấn Khoa cầm quyền Chưởng quản Hiệp Thiên Đài (vì tất cả vị Thời Quân khác đã đăng Tiên), ông lại dâng mật sớ lên Giáo Tông Lý Thái Bạch và Hộ pháp Phạm Công Tắc một lần nữa cầu xin hủy bỏ Đạo Nghị Định số 8 để ông qui hiệp các Chi phái về Tòa Thánh Tây Ninh. Nhưng lần cầu xin thứ nhì nầy cũng không được các 2 Ngài chấp thuận.
Trong lúc nầy, việc thông công với các Đấng thiêng liêng bằng cơ bút bị Nhà nước Việt Nam cấm hẳn, nên ông Hữu Phan Quân Lê Văn Thoại được Thượng Phẩm Cao Quỳnh Cư cho phép xuất chơn thần lên cõi thiêng liêng gặp ông để xem mật sớ nầy và cho biết quyết định của quyền thiêng liêng.
Ông Hữu Phan Quân Lê Văn Thoại có thuật lại việc nầy và nói đại khái như sau:
■ Cái gì mà Đức Giáo Tông và Đức Hộ pháp lập ra thì đó là Thiên điều, không sửa cải được, có giá trị đến thất ức niên.
■ Đạo Nghị Định thứ 8 là lá bùa hiệu nghiệm để tiêu diệt và ngăn ngừa các Chi phái lồng vào nội bộ của Đạo.
Thiên Chúa giáo có cả trăm mấy chục dòng tu, 3 ngành khác nhau là Kháng Cách, Chính Thống, Anh giáo mà Giáo hoàng không biết làm sao thống nhứt cho được; đạo Phật có hơn 300 Chi phái mà cũng không có một quyền lực nào thống nhứt làm thành một mối cho được.
Nếu hủy bỏ Đạo Nghị Định thứ 8 thì số Chức sắc của Đạo mỗi khi bất bình Hội Thánh liền tách ra lập Chi phái, thì số Chi phái càng ngày càng tăng, lấy gì để ngăn chặn?
Nếu hủy bỏ Đạo Nghị Định số 8 thì khi Tông phái trở về lồng vào Hội Thánh thì làm sao đuổi nó ra?
Cho nên, Đạo Nghị Định số 8 là lá bùa trừ khử sự chia rẽ, ngăn ngừa việc lập Chi phái, giữ gìn toàn vẹn nền Đại Đạo của Đức Chí Tôn mãi mãi trong thất ức niên.
Các Chi phái đã lập ra trước khi có Đạo Nghị Định số 8, nếu không tự giác qui hiệp về Tòa Thánh Tây Ninh theo các điều luật đã được quy định trong Đạo Luật năm Mậu Dần (1938) thì dần dần rồi đây sẽ suy tàn và mất hẳn.

### Không thừa nhận
Đạo Nghị Định thứ 8 có nội dung chính thứ nhất là không nhìn nhận các chi phái là thuộc đạo Cao Đài hay nói cách khác là xem các chi phái là các tôn giáo khác chứ không phải là tôn giáo Cao Đài. Vì chỉ có một đạo Cao Đài đặt trung ương tại Tòa Thánh Tây Ninh mà thôi.

### Tiếp nhận tôn giáo khác
Nội dung thứ hai là về điều kiện để các tôn giáo khác nếu muốn gia nhập đạo Cao Đài thì phải được toàn đạo thông qua chấp thuận cho vào.